# Televisão na Bélgica
A televisão na Bélgica foi introduzida em 1953 e começou com um canal em holandês e francês.

## História
As três comunidades belgas - holandesa, francesa e alemã - têm responsabilidade legal pelas comunicações audiovisuais. Eles constituem mercados separados, cuja característica comum é o fato de terem sido extensivamente cabeados por três décadas e, portanto, serem capazes de receber os canais dos países vizinhos.
Até 1978, a Radio-Television Belgium (em neerlandês: Belgische Radio-en Televisieomroep; em francês: Radio-Télévision Belge) era o canal de televisão pública nacional da Bélgica. Quando a transmissão foi transferida para as comunidades lingüísticas em 1977, a antiga organização se dividiu em três organizações separadas, agora conhecidas como VRT, RTBF e BRF, respectivamente. VRT e RTBF compartilham instalações de transmissão em Bruxelas, enquanto a BRF opera a partir de Eupen.

## Canais

### Canais nativos
Não há canais nacionais de televisão na Bélgica. Devido à divisão de línguas, existem apenas canais em holandês ou francês, não há uma única empresa operando canais de TV na parte flamenga e francesa. As leis de mídia são criadas e controladas em nível regional (flamengo ou francês). Assim, os canais flamengos são controlados pela lei flamenga e os francófonos são controlados pela comunidade francesa. As emissoras públicas ainda compartilham um prédio em Bruxelas, uma sobra da época em que a Televisão Pública ainda era uma competência nacional (belga), mas dividiram as operações com a emissora de língua francesa RTBF ocupando a metade direita do prédio e a emissora flamenga VRT ocupando a metade esquerda do edifício. Ambos são regidos por leis diferentes e um parlamento diferente. Um exemplo disso é o fato de que a emissora pública francesa RTBF tem permissão para vender publicidade na televisão e ter intervalos de anúncios reais, enquanto a emissora pública flamenga só pode vender colocação de produtos e patrocínio. outdoors na televisão. Em seus canais de rádio, ambos podem vender intervalos de anúncios completos. Ambas as emissoras públicas também trabalham em um ambiente competitivo completamente diferente.
As duas principais redes públicas de televisão belgas, a VRT, na comunidade flamenga, e a RTBF, na comunidade francesa da Bélgica, transmitem os seus canais através de operadores que utilizam cabo, satélite, IPTV e televisão terrestre. Atualmente, as emissoras comerciais de TV belgas só estão disponíveis em cabo, satélite e IPTV. A radiodifusão terrestre está limitada a estações de TV de serviço público devido à alta taxa de adoção de cabo (95%) na Bélgica, o que torna desnecessário a transmissão comercial.
Na parte flamenga há três grupos principais de transmissão: a VRT (emissora pública) que tem os canais de TV één (um), Ketnet, Canvas e Sporza. A Medialaan (ex-VMMa) é o principal grupo de TV comercial que executa os canais vtm, Q2, Vitaya, JIM e vtmKzoom. SBS Belgium (o segundo grupo comercial) que dirige os canais vier (quatro) e vijf (cinco). Estes três combinados ocupam cerca de 85% do mercado total, sendo o VRT o maior acima de 40% (todos os canais combinados), o VMMa obtendo cerca de 35% (todos os canais combinados) e o SBS Bélgica, com cerca de 10% de todos os canais combinados. Os canais één e vtm são os principais intervenientes em termos de noticiários diários e conteúdo local com horário nobre preenchido em 90% com produções locais ou versões locais de formatos internacionais. Vier também começou a programar principalmente produções locais no horário nobre. Todos os outros canais exibem a maioria das produções internacionais (principalmente feitas nos EUA) em idioma original (inglês) com legendas. A única exceção é a programação infantil, que é dublada em holandês. Além desses grupos principais, há dezenas de outras versões locais ou localizadas de outros canais. por exemplo. MTV, Nickelodeon, National Geographic e Discovery Channel.
Na parte francesa, existem dois grupos principais de transmissão; RTBF (a emissora pública) que tem os canais de TV La Une, La Deux e La Trois, bem como o RTL Group (o principal grupo de TV comercial no sul) que opera os canais RTL-TVI, Club RTL e Plug RTL. Há também o menor comercial AB Groupe, que executa os canais AB3 e AB4. O Grupo RTL atrai cerca de 30% do market share diário (todos os canais combinados) e o RTBF tem cerca de 20% de market share diário médio (todos os canais combinados). Os canais La Une e RTL-TVI são os principais canais com noticiários locais e a programação mais local. A programação local, no entanto, é limitada na parte francesa. Primetime é principalmente preenchido com shows internacionais dublados em francês. Apenas 55% dos belgas francófonos ligam em média um canal doméstico todas as noites. O sucesso dos canais franceses TF1 e France 2 torna este mercado mais fragmentado, com a TF1 tendo até 20% de participação de mercado na parte francesa da Bélgica. Os canais belgas locais têm dificuldades em competir com a TV francesa, que tem orçamentos de produção muito maiores devido à diferença de tamanho do mercado (a França é 15 vezes mais populada do que a parte francesa da Bélgica).

### Canais estrangeiros
Além dos canais listados acima, a maioria das plataformas de cabo, satélite e IPTV na Bélgica distribuem estações de televisão de outros países europeus, incluindo Holanda, Alemanha, França e Reino Unido. A maioria das pessoas pode receber NPO 1, NPO 2 e NPO 3 da Netherlands Public Broadcasting, bem como ARD e ZDF, BBC One, BBC Two, BBC World News, BBC Entertainment, TF1, França 2, France 3 e Rai 1.

## TV a cabo
Na Bélgica, mais de 95% de todos os lares têm televisão a cabo (analógica e DVB-C).

### Flandres
A Telenet, a principal operadora de rede a cabo na Flandres, região norte da Bélgica, tem cerca de 25 canais de TV analógicos que também estão disponíveis digitalmente em um serviço DVB-C Multimedia Home Platform TV. No total, cerca de 80 canais de TV estão disponíveis digitalmente. Isso inclui alguns canais de TV que já estavam disponíveis em formato analógico e digital: Prime (em holandês) ou BeTV (em francês) são operadoras de TV paga que transmitem vários canais SDTV em um multiplex DVB-C. No entanto, a Telenet está pressionando por seus canais DVB-C como TV digital interativa, usando sua rede a cabo para fins de uplink.
Os atuais clientes de cabo não precisam pagar uma assinatura extra por cerca de 35 canais digitais, mas precisam adquirir um set-top box para visualizar esses canais digitais e usar os serviços interativos.
A Telenet, a principal operadora de cabo na Flandres, também oferece versões em holandês ou legendas em holandês de Nick Jr., Disney XD, Bumerangue, Cartoon Network, Eurosport, National Geographic Channel, Syfy Universal, Travel Channel, 13th Street Universal, TCM, MGM TV, E !, CBS Realidade, História, Animal Planet e Discovery Channel.
A HDTV era esperada para o verão de 2006, para coincidir com a Copa do Mundo da FIFA 2006, mas não se concretizou. Apesar da Telenet, confirmada como parte de seu anúncio de lançamento da "Telenet Digital TV" em 16 de junho de 2005, que iria vender decodificadores HDTV a partir de junho de 2006, set-top boxes HDTV para TV digital interativa Telenet só estavam disponíveis em dezembro de 2007. Em 2009, a Telenet já oferecia 15 canais HD em sua rede digital.
A partir de julho de 2005, a Integan, operadora de rede a cabo nos arredores da cidade de Antuérpia, está oferecendo HDTV. A Integan foi totalmente integrada na rede de cabo da Telenet a partir de 2009.

### Bruxelas
O principal operador da rede de cabo na região de Bruxelas são a VOO e a Telnet (após a aquisição das operações e redes belgas da Numéricable em 2017).

### Valónia
A VOO é a principal operadora de rede a cabo na Valônia, a parte sul da Bélgica. Algumas regiões ainda são cobertas por operadores independentes ou pela Telenet (ver acima).

## Terrestre
As duas redes de televisão públicas belgas, VRT no lado flamengo e RTBF no lado francófono também transmitem os seus canais digitalmente (DVB-T).
Transmissões terrestres analógicas usando o padrão PAL foram eliminadas em favor dos serviços DVB-T em 2008 (lado flamengo) e 2010 (lado francófono), para o qual, para uma esmagadora maioria de clientes, era necessário o aluguel de decodificadores proprietários.

### Flandres e Bruxelas
O VRT pode ser recebido em toda a Flandres e Bruxelas.
A transmissão de TV analógica terrestre da VRT Eén e da VRT Ketnet / Canvas terminou em 3 de novembro de 2008. A transmissão multiplex VRT da Egem passará do canal 40 (626 MHz) para o canal 22 (482 MHz); que a partir de Genk no canal 41 (634 MHz) passará para o canal 25 (506 MHz), e que a partir de Antuérpia e Schoten no canal 59 (778 MHz) passará para o canal 25 (506 MHz) também. As transmissões multiplex VRT de Bruxelas, Gent, Sint-Pieters-Leeuw e Veltem continuarão a operar no canal 22 (482 MHz). A mudança para frequências mais baixas pode resultar em um ligeiro aumento na área de cobertura das transmissões.

### Valônia e Bruxelas
O RTBF lançou a sua plataforma de TDT em 30 de novembro de 2007, que está agora disponível para a maioria dos países francófonos da Bélgica e de Bruxelas. Oferece La Une e La Deux. O RTBF também lançou um novo canal exclusivo para a TDT, chamado La Trois, e adicionou um quarto canal ao multiplex, a Euronews, um canal de notícias pan-europeu.
Na região leste da Valônia, há uma variação regional de 2 horas no Euronews para a BRF TV, canal público da Comunidade da Bélgica que fala alemão.
O RTBF desligou a transmissão analógica em 1 de março de 2010, fazendo com que a Bélgica concluísse sua transição digital.

## Satélite
A TV Vlaanderen oferece televisão por satélite DVB-S e DVB-S2 destinada ao mercado flamengo de língua holandesa, transmitindo (encriptada utilizando o Nagravision) através do Astra 1L e do Satélite Astra 1M a 19.2 ° E. Uma lista atualizada de canais pode ser encontrada on-line. Tem mais de 60.000 assinantes.
A TéléSAT Numérique oferece televisão via satélite DVB-S e DVB-S2 para os valões, para o mercado francófono, para transmissão (usando Nagravision) via satélite Eutelsat Hot Bird a 13 ° E e também SES Astra Astra 19.2 ° E. Uma lista atualizada de canais pode ser encontrada e inclui RTBF La Une, RTBF La Deux, RTL-TVi, e Club RTL e Plug TV em SD e HD, bem como várias estações de rádio belgas em língua francesa.
Tanto a TV Vlaanderen quanto a TeleSat são subsidiárias belgas do M7 Group S.A., que também é dona da plataforma holandesa DTH, a CanalDigitaal.
O VRT possui um canal internacional de satélite digital (DVB-S) chamado BVN (como uma cooperação entre o Flamengo VRT e o holandês NOS).
Os programas RTBF estão disponíveis através da emissora internacional conjunta TV5MONDE.

## Outras tecnologias

### IPTV
A Belgacom, agora chamada Proximus, está oferecendo a televisão digital (IPTV) via ADSL2 +, VDSL, VDSL2 e FTTH usando sua rede de cobre nacional. Sua oferta foi ampliada com dois buquês opcionais: um para filmes e uma seleção para famílias, incluindo Cartoon Network e National Geographic Channel.
Outras empresas privadas fornecem um serviço similar, usando a rede de cobre da Belgacom.

## Televisão digital terrestre
| Rank | Canal       | Grupo               | Audiência total (%) |
| ---- | ----------- | ------------------- | ------------------- |
| 1    | RTL-TVI     | RTL Group           | 20.1%               |
| 2    | TF1         | Groupe TF1          | 17.0%               |
| 3    | La Une      | RTBF                | 14.6%               |
| 4    | France 2    | France Télévisions  | 7.3%                |
| 5    | La Deux     | RTBF                | 5.4%                |
| 6    | France 3    | France Télévisions  | 5.2%                |
| 7    | AB3         | AB Groupe           | 4.5%                |
| 8    | Club RTL    | RTL Group           | 4.3%                |
| 9    | Plug RTL    | RTL Group           | 2.0%                |
| 10   | Nickelodeon | MTV Networks Europe | 1.7%                |

| Rank | Canal       | Grupo                      | Audiência total (%) |
| ---- | ----------- | -------------------------- | ------------------- |
| 1    | Eén         | VRT                        | 31.6%               |
| 2    | vtm         | Vlaamse Media Maatschappij | 18.6%               |
| 3    | Canvas      | VRT                        | 9.0%                |
| 4    | VIER        | De Vijver Mediaholding     | 7.1%                |
| 5    | Q2          | Vlaamse Media Maatschappij | 5.0%                |
| 6    | Vitaya      | Vlaamse Media Maatschappij | 4.3%                |
| 7    | VIJF        | De Vijver Mediaholding     | 3.4%                |
| 8    | OP12        | VRT                        | 1.4%                |
| 9    | Nickelodeon | Viacom International       | 1.2%                |
| 10   | vtmKzoom    | Vlaamse Media Maatschappij | 0.9%                |